# NGC 5015
NGC 5015 este o galaxie spirală situată în constelația Fecioara. A fost descoperită în 11 martie 1787 de către William Herschel. Se află la o distanță de 47,19 de megaparseci de Pământ.